# Habitatge a l'avinguda de la Generalitat, 12
L'Habitatge a l'avinguda de la Generalitat, 12 és una obra noucentista de Mollerussa (Pla d'Urgell) protegida com a Bé Cultural d'Interès Local.

## Descripció
Habitatge entre mitgeres de planta baixa i pis, amb jardí posterior. Façana d'estructura clàssica, i de senzilla però de subtil composició. A causa de la poca cura perd qualitat a la façana i al jardí.